# José María Pazo
José María Pazo Torres (Valledupar, 4 de abril de 1964) es un exarquero de fútbol colombiano y preparador de arqueros de las Selecciones Colombia (menores) y del Atlético Junior.
Se destacó en el Atlético Junior de Barranquilla, con el que ganó dos títulos del Fútbol Profesional Colombiano, con los 'tiburones' disputó más de 400 partidos oficiales. También jugó en el Independiente Medellín y el desaparecido Unicosta.
Integró varias veces la Selección de fútbol de Colombia con la que participó en la Copa Mundial de Fútbol de 1994. Dispuesto 3 partidos amistosos con selección nacional entre 1993 y 1995.

## Legado deportivo
José María, es primo del también exfutbolista y entrenador, Óscar Passo.

## Clubes

### Como jugador
| Club                | País                | Año                 | PJ   |
| ------------------- | ------------------- | ------------------- | ---- |
| Junior              | Colombia            | 1982-1997           | 373  |
| Unicosta            | Colombia            | 1998                | ?    |
| Junior              | Colombia            | 1999                | 39   |
| DIM                 | Colombia            | 2000                | ?    |
| Total en clubes     | Total en clubes     | Total en clubes     | +412 |
| Selección Colombia  | Colombia            | 1993-1995           | 3    |
| Total en su carrera | Total en su carrera | Total en su carrera | 415  |

### Como preparador de porteros
| Club                                   | País     | Año           |
| -------------------------------------- | -------- | ------------- |
| Selección Colombia (categoría menores) | Colombia | 2002-presente |
| Boyacá Chicó                           | Colombia | 2015          |
| Cortuluá                               | Colombia | 2017          |
| Junior                                 | Colombia | 2018-presente |

## Selección nacional
José María Pazo fue internacional con la Selección de fútbol de Colombia, en el mundial de Estados Unidos 1994 y la Copa América 1993.

### Participaciones enCopas América
| Torneo            | Sede    | Resultado    | PJ                           | GR | VI |
| ----------------- | ------- | ------------ | ---------------------------- | -- | -- |
| Copa América 1993 | Ecuador | Tercer lugar | 0 (6 partidos como suplente) | 0  | 0  |

### Participación enCopas del Mundo
| Copa                | Sede           | Resultado      | PJ                           | GR | VI |
| ------------------- | -------------- | -------------- | ---------------------------- | -- | -- |
| Mundial de USA 1994 | Estados Unidos | Fase de grupos | 0 (3 partidos como suplente) | 0  | 0  |

## Palmarés

### Campeonatos nacionales
| Título                      | Club   | País     | Año  |
| --------------------------- | ------ | -------- | ---- |
| Torneo Nacional de Reservas | Junior | Colombia | 1982 |
| Primera División            | Junior | Colombia | 1993 |
| Primera División            | Junior | Colombia | 1995 |